# Salicornia
Salicornia Linnaeus, 1753 è un genere di piante alofite appartenente alla famiglia delle Amarantacee.
Le salicornie sono dotate di adattamenti peculiari che ne permettono l'insediamento su suolo salino o salmastro.
Alcune specie di Salicornia sono commestibili. Anticamente era definita l'asparago dei poveri, o il sale dei poveri, per il suo sapore salato e per il suo prezzo inferiore rispetto al sale.

## Descrizione

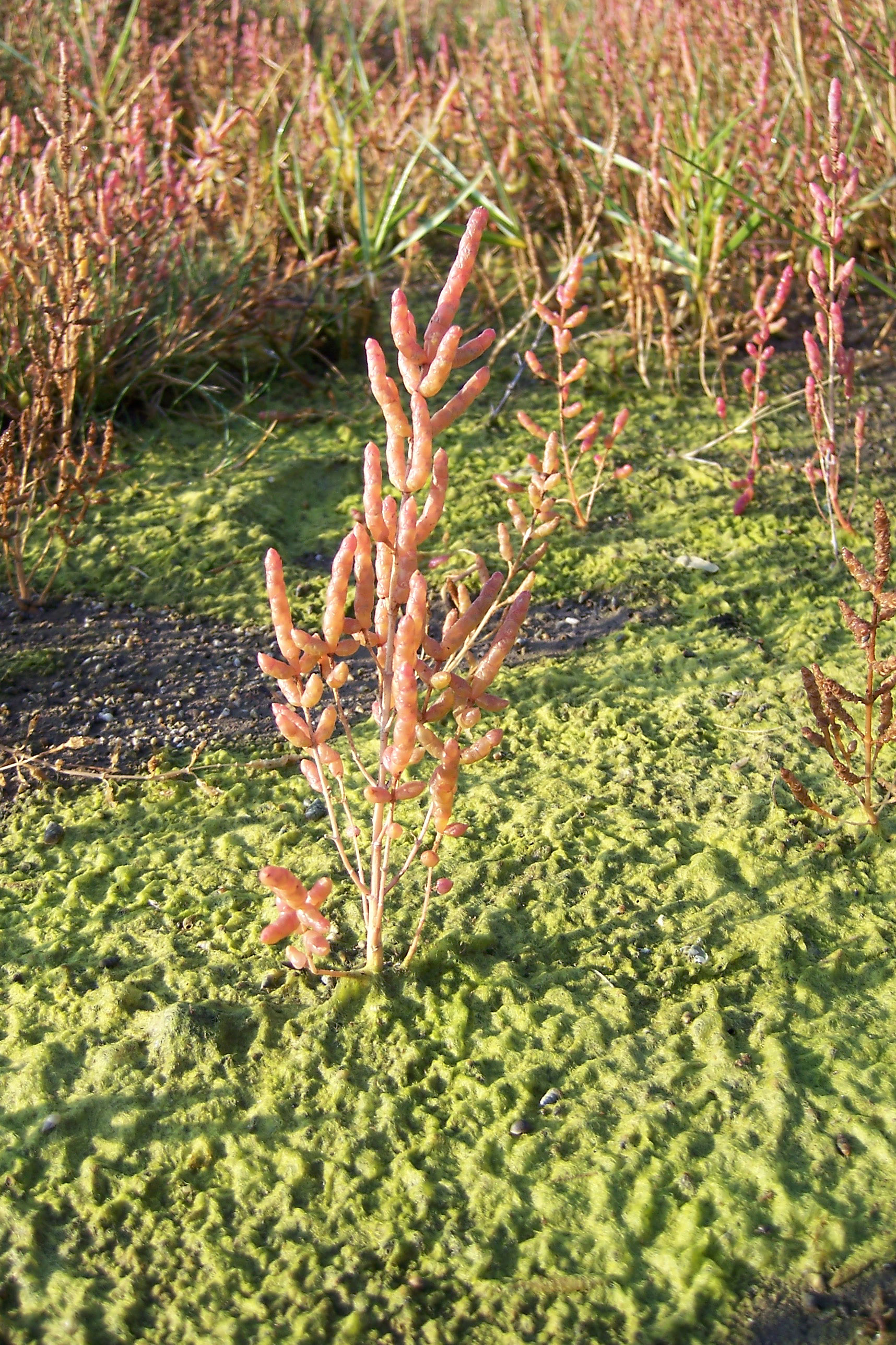
Salicornia europaea

Si tratta di piante annue, basse, carnose, che crescono su suoli ricchi di sale marino. Sono costituite da rami cilindrici che paiono articolati e sono terminati da una spiga fertile. Le foglie sono ridotte a guaine opposte a due a due.

## Tassonomia
Il genere comprende le seguenti specie:
- Salicornia alpini Lag.
- Salicornia ambigua Michx.
- Salicornia andina Phil.
- Salicornia bigelovii Torr.
- Salicornia blackiana Ulbr.
- Salicornia brachiata Roxb.
- Salicornia capensis (Moss) Piirainen & G.Kadereit
- Salicornia crassispica G.L.Chu
- Salicornia cuscoensis Gutte & G.K.Müll. ex Freitag, M.Á.Alonso & M.B.Crespo
- Salicornia decumbens (Toelken) Piirainen & G.Kadereit
- Salicornia decussata (S.Steffen, Mucina & G.Kadereit) Piirainen & G.Kadereit
- Salicornia disarticulata Moss
- Salicornia dunensis (Moss ex Adamson) Piirainen & G.Kadereit
- Salicornia erectispica G.L.Chu
- Salicornia europaea L.
- Salicornia fruticosa (L.) L.
- Salicornia globosa (Paul G.Wilson) Piirainen & G.Kadereit
- Salicornia hamzaoglui Yaprak
- Salicornia helmutii Piirainen & G.Kadereit
- Salicornia hispanica (Fuente, Rufo & Sánchez Mata) Piirainen & G.Kadereit
- Salicornia iranica Akhani
- Salicornia lagascae (Fuente, Rufo & Sánchez Mata) Piirainen & G.Kadereit
- Salicornia littorea (Moss) Piirainen & G.Kadereit
- Salicornia magellanica Phil.
- Salicornia maritima S.L.Wolff & Jefferies
- Salicornia × marshallii (Lambinon & Vanderp.) Stace
- Salicornia meyeriana Moss
- Salicornia mossambicensis (Brenan) Piirainen & G.Kadereit
- Salicornia mossiana (Toelken) Piirainen & G.Kadereit
- Salicornia natalensis Bunge ex Ung.-Sternb.
- Salicornia neei Lag.
- Salicornia nitens P.W.Ball & Tutin
- Salicornia obclavata (Yaprak) Piirainen & G.Kadereit
- Salicornia obscura P.W.Ball & Tutin
- Salicornia pachystachya Bunge ex Ung.-Sternb.
- Salicornia pacifica Standl.
- Salicornia perennans Willd.
- Salicornia perennis Mill.
- Salicornia perrieri A.Chev.
- Salicornia persica Akhani
- Salicornia perspolitana Akhani
- Salicornia praecox A.Chev.
- Salicornia procumbens Sm.
- Salicornia pruinosa (Fuente, Rufo & Sánchez Mata) Piirainen & G.Kadereit
- Salicornia pulvinata R.E.Fr.
- Salicornia quinqueflora Bunge ex Ung.-Sternb.
- Salicornia rubra A.Nelson
- Salicornia senegalensis A.Chev.
- Salicornia × tashkensis Akhani
- Salicornia tegetaria (S.Steffen, Mucina & G.Kadereit) Piirainen & G.Kadereit
- Salicornia terminalis (Toelken) Piirainen & G.Kadereit
- Salicornia turanica Chatren. & Akhani
- Salicornia uniflora Toelken
- Salicornia utahensis Tidestr.
- Salicornia virginica L.
- Salicornia xerophila (Toelken) Piirainen & G.Kadereit

## Usi
Salicornia europaea ha dei germogli teneri commestibili. Immersi nell'aceto, vengono consumati come antipasto, o dentro omelette, o nelle insalate.
Vengono utilizzate ancor oggi per produrre soda vegetale, che era utilizzata una volta per la produzione di sapone e che ancor oggi entra nella composizione del sapone di Aleppo. La soda proveniente dalla combustione della Salicornia veniva aggiunta nella composizione del vetro fuso, con lo scopo di renderlo più puro e trasparente (da cui il termine inglese per la salicornia, glasswort). Anche nel XIV secolo si narra che i maestri vetrai ponevano i loro laboratori nelle zone ove crescevano queste piante così strettamente legate al loro mestiere.
Questa pianta viene anche usata per produrre combustibile ecologico degli aerei.